# 1997 en Tunisie
Chronologie de la Tunisie
- 1993
- 1994
- 1995
- 1996
- 1997
- 1998
- 1999
- 2000
- 2001

Cet article présente les faits marquants de l'année 1997 en Tunisie ou relatifs à la Tunisie.

## Événements
- 28-29 mars : Smaïl Boulahya appelle à soutenir le régime du président Zine el-Abidine Ben Ali lors du congrès extraordinaire du Mouvement des démocrates socialistes, principal parti légal d'opposition[1].
- 4 juillet : Michel Prada, président de la Commission des opérations de bourse française, et Mohamed Salah H'Maïdi, président du Conseil du marché financier de Tunisie, signent une convention de coopération et d'échange d'informations[2].
- 14 juillet : Mohamed Moada, député du Mouvement des démocrates socialistes, entame une grève de la faim à laquelle il met un terme le 21 juillet[3].
- 9 décembre : la Société d'Histoire des Juifs de Tunisie est créée ; elle organise chaque année, en France, une commémoration de la rafle de Tunis par les SS le 9 décembre 1942[4].

## Sports

### Athlétisme
- Championnats de Tunisie d'athlétisme 1997

### Football
- Coupe des clubs champions arabes de football 1997
- Équipe de Tunisie de football en 1997
- Championnat de Tunisie de football 1996-1997
- Championnat de Tunisie de football 1997-1998
- Coupe de Tunisie de football 1996-1997
- Coupe de Tunisie de football 1997-1998

### Handball
- Championnat de Tunisie masculin de handball 1996-1997
- Championnat de Tunisie masculin de handball 1997-1998

### Volley-ball
- Équipe de Tunisie de volley-ball en 1997
- Championnat de Tunisie masculin de volley-ball 1996-1997
- Championnat de Tunisie masculin de volley-ball 1997-1998

## Culture
- Redeyef 54, film tunisien réalisé en 1997 par Ali Labidi, s'inspire du roman Une journée de Zomra publié en 1968 par Mohamed Salah Jebri.
- Tunisiennes, film tunisien réalisé en 1997 par Nouri Bouzid.
- 23 avril : le Comar d'or est attribué à Jours d'adieu, ouvrage en français d'Ali Bécheur.

## Naissances en 1997
- Naissance en Tunisie en 1997

## Décès en 1997
- Décès en Tunisie en 1997